# Serse Coppi
Serse Coppi (Castellania Coppi, 19 maart 1923 - Turijn, 29 juni 1951) was een Italiaanse wielrenner, de broer van de beroemde wielrenner Fausto Coppi. Hij was prof van 1946 tot zijn overlijden.
De belangrijkste van zijn zeven overwinningen als professional kwam op een curieuze wijze tot stand: In Parijs-Roubaix van 1949 werd de eerste groep van 3 rijders, bestaande uit André Mahé, Frans Leenen en Jesus Mujica, vlak voor de finish in Roubaix de verkeerde kant uitgestuurd. Coppi won de sprint van de tweede groep, die hierdoor als eerste aankwam. De eerste plaats werd uiteindelijk aan zowel Mahé als Coppi toegekend.
In 1951 kwam hij in de Ronde van Piëmont ernstig ten val en stierf nog diezelfde dag in het ziekenhuis in de armen van Fausto.

## Resultaten in voornaamste wedstrijden
| Jaar | Ronde van Italië | Ronde van Frankrijk | Ronde van Spanje |
| ---- | ---------------- | ------------------- | ---------------- |
| 1945 |                  |                     |                  |
| 1946 | 24e              |                     |                  |
| 1947 | opgave           |                     |                  |
| 1948 |                  |                     |                  |
| 1949 | 55e              |                     |                  |
| 1950 | 60e              |                     |                  |
| 1951 | 54e              |                     |                  |

| Jaar | Milaan-San Remo | Parijs-Roubaix | Ronde van Lombardije | Waalse Pijl |
| ---- | --------------- | -------------- | -------------------- | ----------- |
| 1945 |                 |                | 11e                  |             |
| 1946 | 35e             |                |                      |             |
| 1947 |                 |                |                      |             |
| 1948 |                 |                | 17e                  |             |
| 1949 | 18e             | ↑              | 20e                  | 19e         |
| 1950 | 55e             |                | 11e                  |             |
| 1951 | 27e             | 29e            |                      |             |

- International Standard Name Identifier: 0000 0000 3783 2610
- Library of Congress Control Number: n2003117380
- Virtual International Authority File: 23982769
- WorldCat: E39PBJmDkWTmJtMhphDrxdRxjC